# Сан Фердинандо ди Пуля
Сан Фердина̀ндо ди Пу̀ля (на италиански: San Ferdinando di Puglia, на местен диалект Sanfrdnand, Сан Фанфърдна̀нд) е град и община в Южна Италия, провинция Барлета-Андрия-Трани, регион Пулия. Разположен е на 68 m надморска височина. Населението на града е 14 842 души (към ноември 2009 г.). До 2004 г. общината е била включена в провинция Фоджа.